# Enrique Orizaola
 (octobre 2014).
Si vous disposez d'ouvrages ou d'articles de référence ou si vous connaissez des sites web de qualité traitant du thème abordé ici, merci de compléter l'article en donnant les références utiles à sa vérifiabilité et en les liant à la section « Notes et références ».
Enrique Orizaola Velázquez, né le 26 mars 1922 à Santander (Cantabrie, Espagne) et mort le 10 juin 2013 dans la même ville, est un footballeur espagnol reconverti en entraîneur.

## Biographie
Comme footballeur, il dispute un total de 10 saisons (1941-1951) au niveau professionnel (sept en D2 et trois en D3). Il passe sept saisons au Racing de Santander et trois à la Gimnástica de Torrelavega.

### Entraîneur
Orizaola entraîne diverses équipes espagnoles à partir des années 1950. En 1956, il entraîne le Racing de Santander.
Il rejoint le staff du FC Barcelone le 17 juin 1960 en tant qu'assistant de l'entraîneur Ljubiša Broćić. En raison des mauvais résultats, Broćić démissionne et c'est Orizaola qui prend les rênes de l'équipe le 12 janvier 1961. Il est remplacé par Lluís Miró à la fin de la saison. Son plus grand succès est d'avoir qualifié le FC Barcelone pour la finale de la Coupe d'Europe en 1961 (défaite en finale 3 à 2 face à Benfica).
Son dernier club est le CD Badajoz lors de la saison 1981-1982.
Il est assistant dans les années 1980 des divers entraîneurs du FC Barcelone : César Luis Menotti, Terry Venables, Luis Aragonés et Johan Cruijff. Il est chargé de préparer des dossiers sur les équipes rivales. Après une saison avec Cruijff, il quitte son poste en 1989.

### Dirigeant
Il est gérant du Real Saragosse entre 1989 et 1991 et directeur sportif de l'Albacete Balompié entre 1993 et 1994.
Enrique Orizaola est professeur de Droit mercantil. C'est à ce titre qu'il participe à la reconversion du Real Saragosse en société anonyme sportive.

### Famille
Son fils Enrique Orizaola Paz (1950-2007) était avocat et président du Córdoba CF entre décembre 2003 et mai 2006.

## Palmarès
Avec le FC Barcelone :
- Finaliste de la Coupe d'Europe : 1961